# Сражение под Венгровым
Бой под Венгровым — бой 22 января (3 февраля) 1863 года между русскими войсками и польскими повстанцами во время восстания 1863 года. В польской литературе входит в список Польских Фермопил.

## Предыстория
В городе Венгров и его окрестностях был сформирован 3-тысячный отряд повстанцев под началом Яна Мытлинского, который де-факто 15 (27) января установил контроль над населенным пунктом, заставив немногочисленный русский гарнизон сложить оружие. Узнав о захвате мятежниками населенного пункта, русское командование на их ликвидацию отправило полковника Папафанасопуло с отрядом из 3 рот пехоты, 3 эскадронов и 6 полевых орудий. 22 января (3 февраля) в 6 часов 30 минут утра Папафанасопуло вышел из Мокобод и около 8 часов подошёл к Венгрову.

## Битва
Завидев восставших, русский отряд открыл артиллерийский огонь, который произвёл большое смятение в Венгрове. С усилением артиллерийского огня Мытлинский решил отступить, выделив для прикрытия отступления 400 косиньеров. Заметив отступление по соколовской дороге, начальник отряда выслал на рысях 4 эскадрона улан Смоленского уланского полка. Эскадрону удалось задержать часть отступавших, которые не решились выйти из местечка и залегли на кладбище и за сараями в восточной его части. Папафанасопуло выдвинул вперёд весь отряд на картечный выстрел от Венгрова и открыл огонь.
Тем временем, стоявшие у заставы косиньеры вышли из строений, рассыпались и атаковали русский левый фланг — 2-й эскадрон, стоявший в прикрытии у конного артиллерийского дивизиона. По причине вязкости грунта и поперечных борозд эскадрон не атаковал наступавших и отступил, открыв левый фланг конного дивизиона, на который и повернули косиньеры. Дав несколько картечных выстрелов в упор, дивизион отступил. Пехота же, зайдя правым плечом, открыла по атакующим штуцерный огонь во фланг. Это остановило наступление косиньеров, которые почти поголовно были убиты или ранены.
Во время атаки косиньеров повстанцы продолжали отступать из местечка к северу, но значительная их часть задержалась на кладбище и за сараями. Отбив атаку, начальник отряда приказал артиллерии зажечь сараи. Повстанцы бросились в северную часть местечка, а оттуда — в лес. Засевшие на кладбище были также выбиты и отступили по направлению к Медзне. Папафанасопуло отправил по окрестным деревням конные части для разведки сведений о противнике, который за это время успел бесследно скрыться, увезя убитых и раненых на заранее приготовленных подводах.